# 内蒙古北方重型汽车
內蒙古北方重型汽車股份有限公司，簡稱北方股份，（上交所：600262），中国兵器工业集团公司，以及內蒙古北方重工業集團有限公司聯營公司。

## 历史
是在1988年成立，前身為内蒙古北方重型汽车有限责任公司，主要業務开发制造各种型号的非公路（或工矿两用）自卸汽车、铲运机、装载机、推土机、挖掘机等工程机械及相应的零部件，销售自产产品并提供售后服务，产品及零部件维修（包括大修）业务，保税库业务。其中中外合資特雷克斯北方采矿机械有限公司，以及阿特拉斯工程机械有限公司，生產矿用车產品最多。
在2000年於上海證券交易所上市。董事長及總裁為李建平。

## 外部連結
- 內蒙古北方重型汽車股份有限公司 （页面存档备份，存于）